# Epizoanthus paguricola
Epizoanthus paguricola är en korallart som först beskrevs av Louis Roule 1900.  Epizoanthus paguricola ingår i släktet Epizoanthus och familjen Epizoanthidae. Inga underarter finns listade i Catalogue of Life.